# جزیره سنت لارنس
جزیره سنت لارنس (به انگلیسی: St. Lawrence Island) در غرب آلاسکا در دریای برینگ و جنوب تنگه برینگ قرار دارد. روستای گمبل در دماغهٔ شمال‌غربی در ۵۸ کیلومتری شبه جزیره چوکچی در خاور دور روسیه قرار دارد. این جزیره با وجود نزدیکی بیشتر با سیبری، قسمتی از آلاسکا محسوب می‌شود.
جزیره سنت لارنس ششمین جزیره بزرگ آمریکا و صدوسیزدهمین جزیره در جهان محسوب می‌شود.

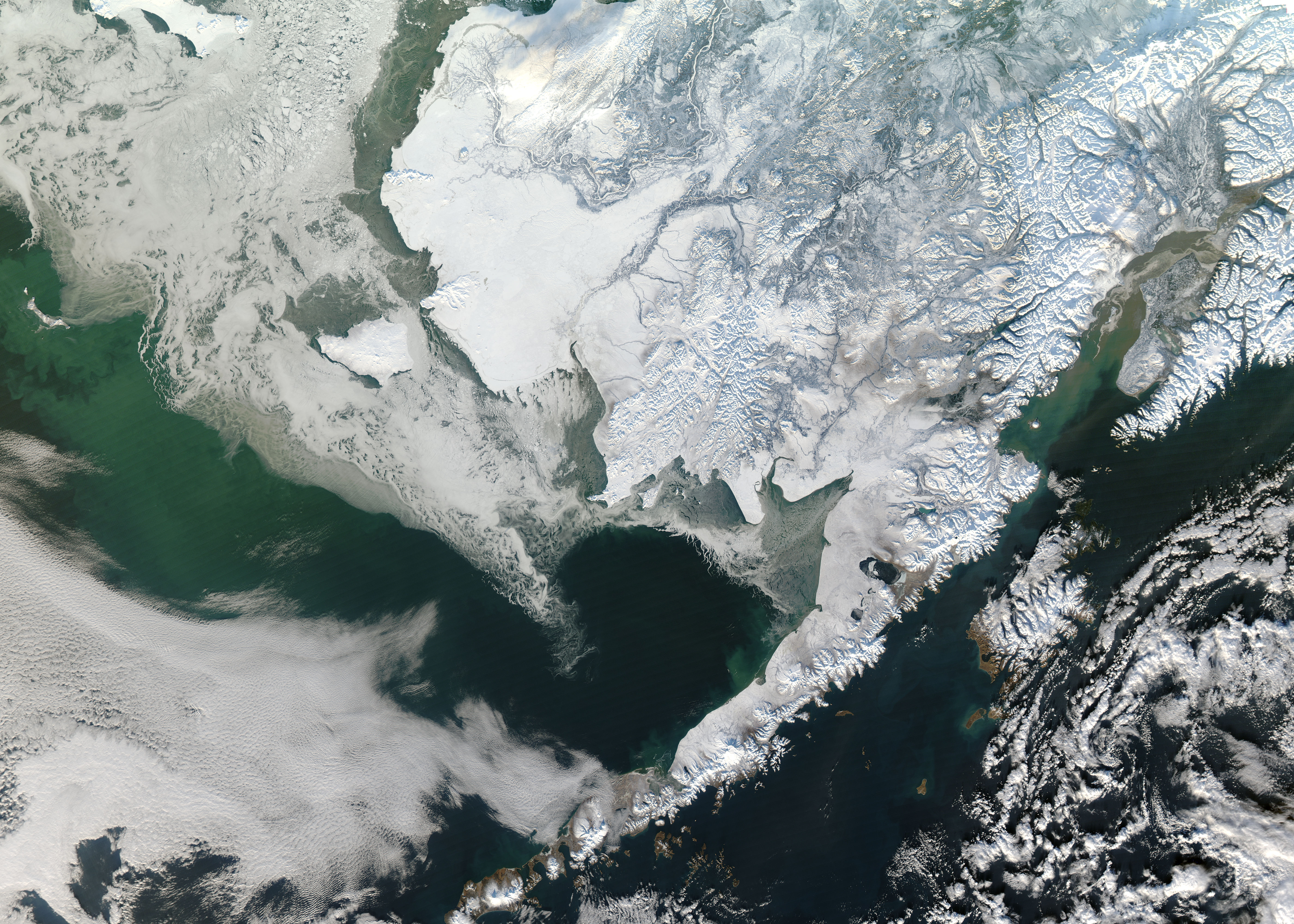
جزیره سنت لارنس (جزیره کوچک و درازمانند در ضلع سمت چپ عکس)